# Koumankou
Koumankou è un comune rurale del Mali facente parte del circondario di Sikasso, nella regione omonima.
Il comune è composto da 4 nuclei abitati:
- Daoula-Sonzana
- Diabasso
- Koumankou
- Seïna-Niamazana